# Crimeia
A península da Crimeia (em tártaro da Crimeia: Къырым ярымадасы; romaniz.: Qırım yarımadası; em russo: Кры́мский полуо́стров; em ucraniano: Кри́мський піво́стрів), também conhecida simplesmente como Crimeia (FO 1943: Criméia) é uma massa de terra na costa do norte do mar Negro, pelo qual é cercada quase completamente, e pelo mar de Azov ao nordeste. A península está localizada ao sul da região ucraniana de Kherson e a oeste da região russa de Cubã. Está ligada ao Oblast de Kherson pelo istmo de Perekop e é separada de Cubã pelo estreito de Querche. A ponte terrestre de Arabat está localizada a nordeste, uma estreita faixa de terra que separa um sistema de lagoas, chamado Sivash, do mar de Azov.
A Crimeia (ou península Táurica, como era chamado desde a Antiguidade até o início da Era Moderna) tem sido historicamente a fronteira entre o mundo clássico e as estepes pônticas. Sua parte sul foi colonizada por gregos antigos, persas, romanos, bizantinos, godos da Crimeia, genoveses e otomanos, enquanto ao mesmo tempo seu interior foi ocupado por vários invasores nômades das estepes, como cimérios, citas, sármatas, godos, alanos, búlgaros, hunos, cazares, quipechaques, mongóis e a Horda Dourada. A Crimeia e territórios adjacentes foram unidos no Canato da Crimeia entre os séculos XV e XVIII. Em 1783, a Crimeia foi anexada pelo Império Russo. Após a Revolução Russa de 1917, a península tornou-se uma república autônoma dentro da República Socialista Federativa Soviética da Rússia, parte da União Soviética, embora mais tarde, durante a Segunda Guerra Mundial, tenha sido rebaixada para o Oblast da Crimeia.
Em 1954, o Oblast da Crimeia foi transferido para a República Socialista Soviética da Ucrânia, por Nikita Khrushchev, a fim de reforçar a "unidade entre russos e ucranianos" e a "grande e indissolúvel amizade" entre os dois povos. A região então transformou-se na República Autônoma da Crimeia dentro da Ucrânia independente em 1991, sendo que Sevastopol manteve sua própria administração, dentro de Ucrânia, mas fora da república autônoma. Desde 1997, após o tratado de paz e amizade assinado pela Rússia e Ucrânia, a Crimeia abriga a base da Frota do Mar Negro da Rússia em Sevastopol. A antiga frota soviética do mar Negro e suas instalações foram divididas entre a Frota Russa do Mar Negro e as Forças Navais Ucranianas. As duas marinhas compartilhavam alguns dos portos e cais da cidade, enquanto outros eram desmilitarizados ou usados por qualquer um dos dois países. Sevastopol permaneceu como a sede da Frota Russa do Mar Negro, assim como a sede das Forças Navais da Ucrânia, também sediada na cidade. Em 27 de abril de 2010, a Rússia e a Ucrânia ratificaram a base naval ucraniana para o tratado de gás, estendendo o arrendamento à Marinha Russa de instalações da Crimeia por 25 anos após 2017 (até 2042) com uma opção para prolongar o contrato de arrendamento por cinco anos.
Em março de 2014, após a destituição do presidente pró-russo Viktor Yanukovich na Revolução Ucraniana de 2014, as forças armadas russas apoiadas por separatistas pró-russos invadiram grandes edifícios do governo ucraniano, bases militares e instalações de telecomunicações da península e forçaram as autoridades locais a realizarem um referendo sobre "reunificação com a Rússia", considerado ilegal pela Resolução 68/262 da Assembleia Geral das Nações Unidas, sendo então a Crimeia considerada um território ucraniano sob ocupação russa. A maior parte da comunidade internacional (exceto Zimbábue, Venezuela, Síria, Nicarágua, Sudão, Bielorrússia, Armênia, Coreia do Norte e Bolívia) não reconhece a anexação e considera a Crimeia um território ucraniano sob ocupação russa. A Federação Russa administra atualmente a península como duas entidades federais: a República da Crimeia e a Cidade Federal de Sevastopol. A Ucrânia continua a afirmar o seu direito sobre a península.

## Etimologia
O nome Crimeia provém do nome da cidade de Qırım (atual Stary Krym), que servia como capital da província da Crimeia durante o domínio da Horda Dourada. O nome Krim, portanto, remonta ao termo tártaro que designa "estepe" ou "monte" (língua tártara da Crimeia: qırım, "minha estepe", "meu monte", que vem do antigo turcomano e do turcomano médio qır, "topo de montanha", "cordilheira", "estepe", "deserto", "chão plano"). Krym é a forma russificada de Qırım.
Os gregos antigos designavam a Crimeia de Táuride (também Táurida ou Táurica; em grego antigo Ταυρική, transl. Taurikē), devido ao nome de seus habitantes, os tauros. O historiador grego Heródoto relata a origem lendária do nome; segundo ele, o célebre herói Héracles teria arado a terra da região utilizando um imenso touro (Taurus). Heródoto também se refere a uma região vizinha chamada Cremni que significaria "Penhascos", e poderia se referir à península da Crimeia, célebre pelos penhascos em seu litoral, que contrastam com o resto da costa norte do mar Negro, geralmente plana.

## História

### História antiga

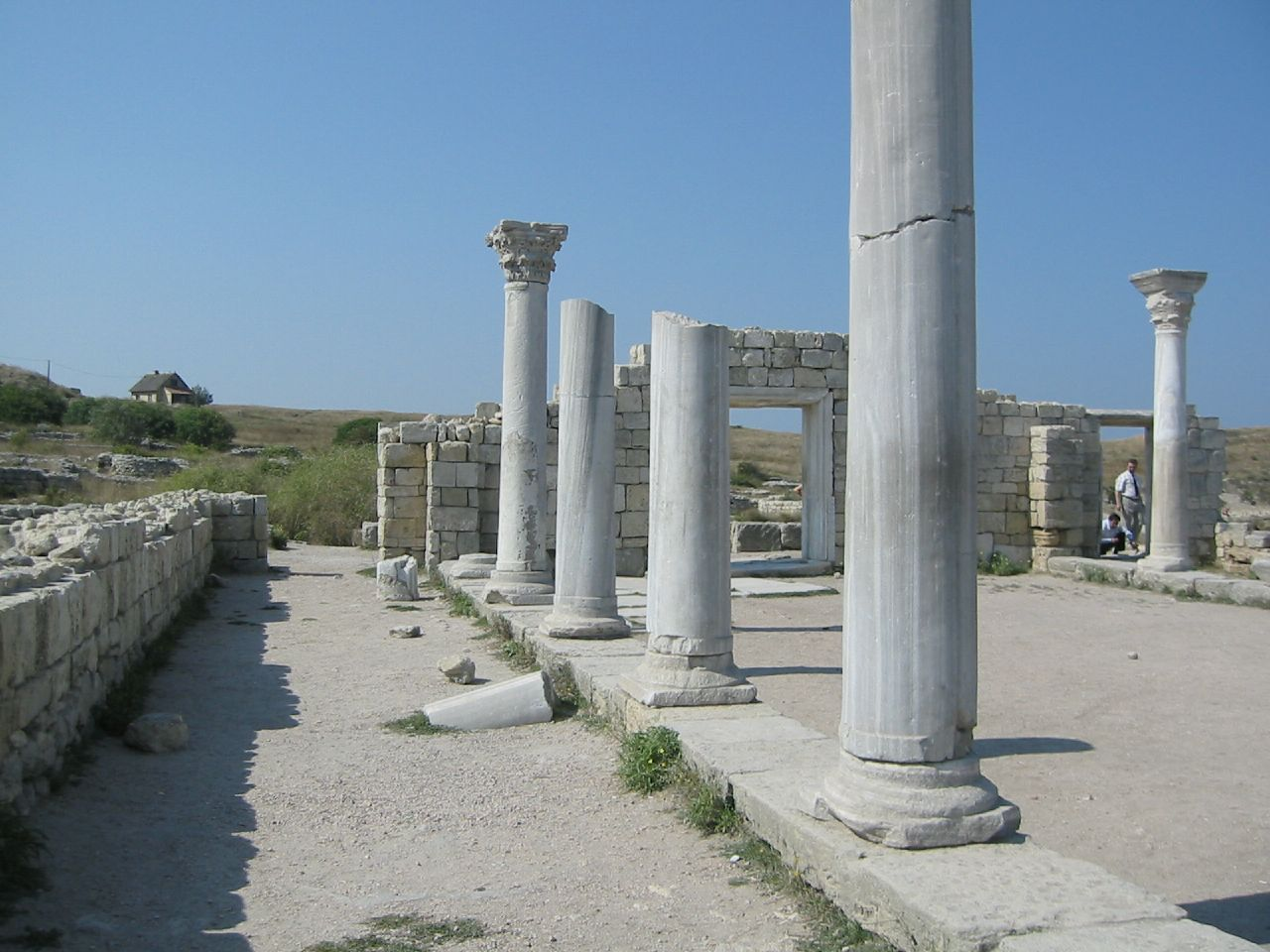
A colônia grega de Quersoneso Táurica, próxima à atual Sebastopol

Táurica era o nome da Crimeia na Antiguidade Clássica; era habitada por uma grande variedade de povos. As regiões do interior eram habitadas pelos citas, enquanto a costa montanhosa meridional pelos tauros, um ramo dos curios. Colonos gregos habitavam inúmeras colônias ao longo do litoral da península, mais especificamente a cidade de Quersoneso, atual Sebastopol. No século IV a.C. a parte oriental da Táurica passou a integrar o Reino do Bósforo, antes de ser incorporada ao Império Romano, no século I a.C. Durante os primeiros três séculos depois de cristo, a Táurica foi sede de colonos romanos em Cárax. Finalmente, a Táurica foi renomeada pelos tártaros da Crimeia, de cujo idioma vem o nome atual da região; "Crimeia" vem do tártaro Qırım, através do grego Krimea (Κριμαία).[carece de fontes?]
Ao longo dos últimos séculos, a Crimeia foi invadida ou ocupada sucessivamente pelos citas, sármatas, godos (250 d.C.), hunos (376), protobúlgaros (século IV-VIII), cazares (século VIII), a Rússia de Quieve (séculos X-XI), bizantinos (1016), quipechaques ou cumanos (1050), mongóis (1237). No século XIII os genoveses destruíram ou tomaram as colônias que seus rivais venezianos haviam fundado na costa da Crimeia e se estabeleceram em Cembalo (Balaclava), Soldaia (Sudak), e Cafa (Teodósia). Essas prósperas cidades comerciais existiram até a conquista da península pelos turcos otomanos em 1475. A pandemia da Peste Negra chegou à Europa no século XIV, provavelmente a bordo de navios mercantis genoveses vindos da península da Crimeia.
Diversos povos turcomanos se fixaram na península a partir do início da Idade Média, por volta do século XIII. O pequeno enclave dos caraítas instalou-se entre principalmente em Çufut Qale. Por diversas ocasiões estes grupos dominaram demograficamente a península, enquanto em outros momentos seus números foram reduzidos (1750-1944) ou até mesmo desapareceram totalmente (1944-1991), apenas para reaparecer novamente (1991-presente). Após a destruição da Horda Dourada por Tamerlão, os tártaros da Crimeia fundaram um canato independente, o Canato da Crimeia, em 1427 (ou 1443), sob a liderança de Hacı I Giray, um descendente de Gêngis Cã. Seus sucessores e ele próprio reinaram primeiramente em Solkhat (Eski Qırım) e, a partir do início do século XV, em Bakhchisaray (ou Bakh-chisarai). Os tártaros da Crimeia passaram a controlar as estepes que se estendiam de Cubã até o rio Dniestre, sem, no entanto, conseguir assumir o controle dos entrepostos comerciais genoveses. Após eles finalmente obterem o controle delas, capturaram o sultão otomano Meñli I Giray, que foi libertado em troca do reconhecimento dos cãs da Crimeia pelos otomanos e a aceitação de seu papel como príncipes tributários do Império Otomano. Os cãs da Crimeia, no entanto, mantiveram um grande grau de autonomia do Império Otomano; em 1774, acabaram entrando para a esfera de influência dos russos com o Tratado de Küçük Kaynarca até que, em 1783, toda a Crimeia foi anexada pelo Império Russo, e teve início a construção das cidades de Sebastopol e de Simferopol.
O godo da Crimeia, uma língua germânica oriental, era falada pelos godos da Crimeia em diversos locais isolados da Crimeia até o fim do século XVIII.

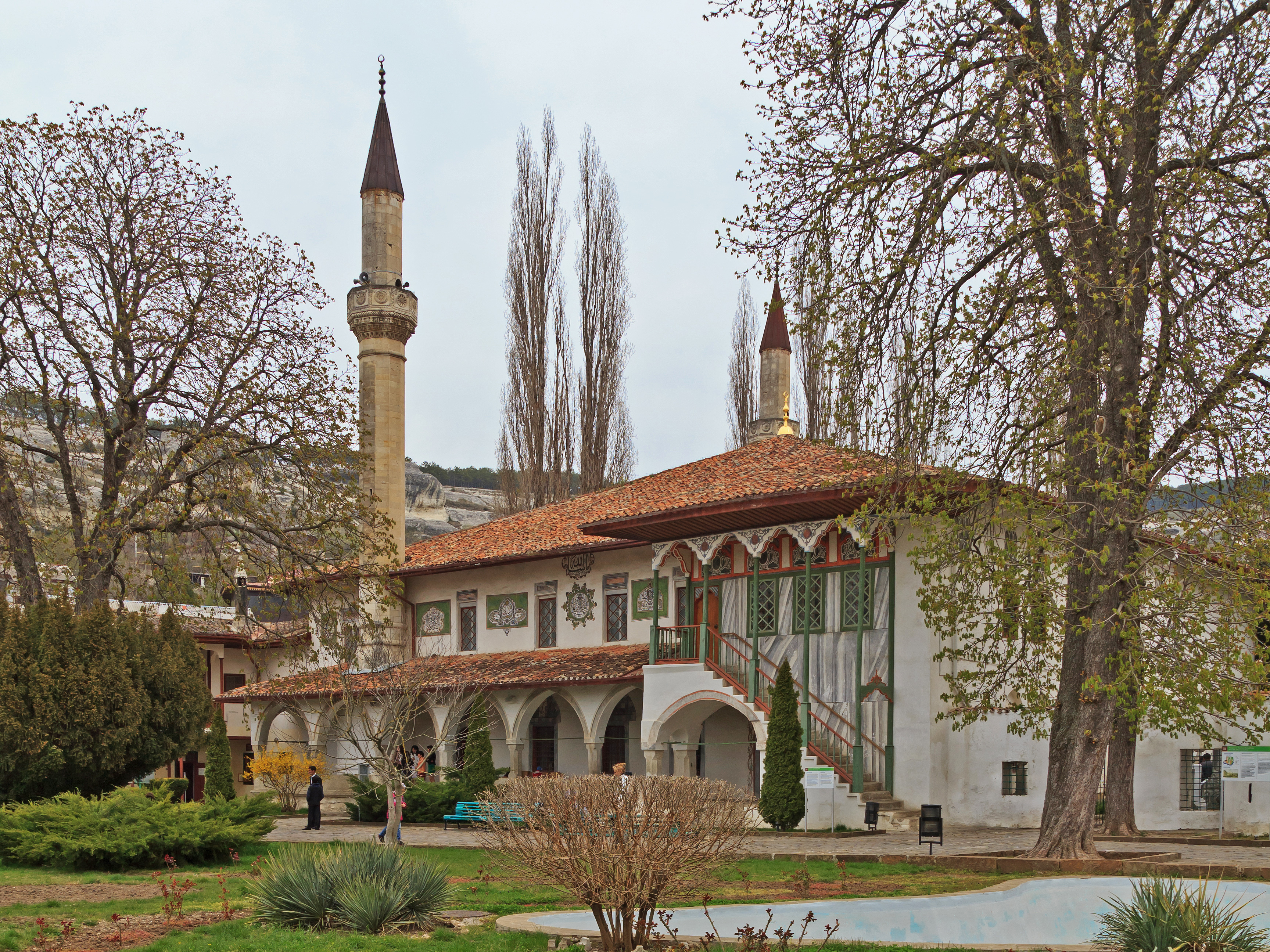
Mesquita e Palácio do Cã da Crimeia em Bakhchysaray, centro do islã na Ucrânia por quase 300 anos

### Canato da Crimeia
O Canato da Crimeia foi um Estado tártaro fundado por Hacı I Giray, descendente de Gêngis Cã, e durou de 1441 a 1783. Em 1478 o Canato se tornou um tributário do Império Otomano, e durante as longas guerras de expansão russas se tornou um Estado formalmente independente através dos termos do Tratado de Küçük Kaynarca, assinado entre os russos e os turcos otomanos em 1774, mas foi anexado pelo Império Russo em 1783, passando a se chamar de Província (губе́рния) da Táurida.

#### Comércio escravagista
Até o fim do século XVIII, os tártaros da Crimeia mantinham um comércio escravagista maciço com o Império Otomano e o Oriente Médio em geral. Cerca de dois milhões de escravos oriundos da Rússia e da Ucrânia foram vendidos durante o período que foi de 1500 a 1700. Os tártaros tornaram-se célebres por suas incursões devastadoras e quase que anuais contra os povos eslavos do norte. Em 1769, naquela que é considerada a última incursão tártara, ocorrida durante a Guerra Russo-Turca, cerca de 20 mil pessoas foram escravizadas.

### Guerra da Crimeia eséculo XIX

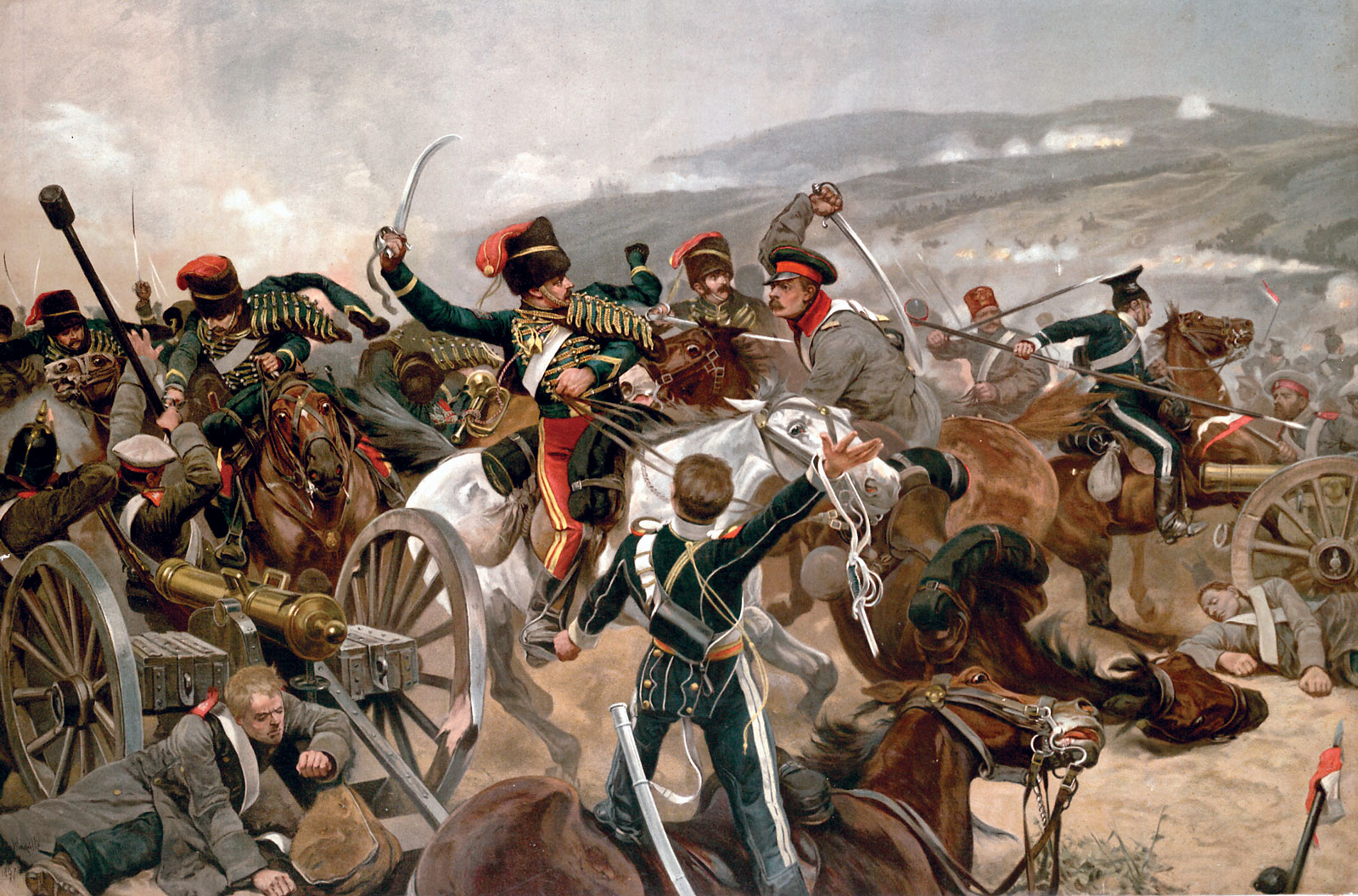
A cavalaria britânica avançando contra as tropas russas durante a Batalha de Balaclava, durante a Guerra da Crimeia

A Crimeia se tornou parte da província da Táurida, e foi em seu território que se travaram boa parte das batalhas da Guerra da Crimeia (1853-1856), que opôs o Império Russo, de um lado, e a França, o Reino Unido, o Império Otomano e o Reino da Sardenha no outro. A Rússia e o Império Otomano entraram em guerra em outubro de 1853 pelos direitos alegados pelos russos de proteger os cristãos ortodoxos sob o domínio otomano. A Rússia começou em vantagem, após destruir a frota otomana no porto de Sinope, no mar Negro; para frear as conquistas russas, a França e a Grã-Bretanha entraram no conflito, em março de 1854. Grande parte dos combates tiveram como intenção o controle do mar Negro, e as batalhas terrestres foram travadas na península da Crimeia. Os russos conseguiram defender sua grande fortaleza em Sebastopol por mais de um ano; após a sua queda, um acordo de paz foi assinado em Paris, em março de 1856. A questão religiosa já havia, a essa altura, sido resolvida. Os principais resultados do conflito foram: a neutralização do mar Negro — a Rússia não mais manteria navios de guerra lá — e duas nações vassalas, a Valáquia e a Moldávia, tornaram-se virtualmente independentes, embora ainda sob o domínio nominal dos otomanos. A guerra devastou boa parte da infraestrutura econômica e social da península.[carece de fontes?]

### Séculos XX

#### Na União Soviética
Durante a Guerra Civil Russa, após a queda do Império Russo, a Crimeia foi dominada por diversas facções, tornando-se um bastião do Exército Branco antibolchevique. Foi na Crimeia que os Russos Brancos, liderados pelo general Wrangel, fizeram sua última resistência contra as forças anarquistas de Nestor Makhno e o Exército Vermelho, em 1920. Cerca de 50 000 prisioneiros de guerra e civis foram sumariamente executados, por fuzilamento ou enforcamento, após a derrota do general Wrangel, naquele mesmo ano. Este é considerado um dos maiores massacres da Guerra Civil.
Em 18 de outubro de 1921 a República Socialista Soviética Autônoma da Crimeia (RSSAC) foi criada como parte da República Socialista Federativa Soviética da Rússia, que se tornou então parte da União Soviética. A Crimeia passou por duas fomes graves durante o século XX: a fome de 1921-1922 e o Holomodor, em 1932-1933.
Durante a Segunda Guerra Mundial, a Crimeia foi palco de diversas batalhas sangrentas. As tropas do Eixo, sob o comando da Alemanha nazista, sofreram graves perdas no verão de 1941, à medida que tentavam avançar pelas águas estreitas do istmo de Perekop, que liga a Crimeia ao continente. Depois de conseguirem romper o bloqueio, as tropas do Eixo ocuparam a maior parte da Crimeia, com exceção da cidade de Sebastopol, que resistiu de outubro de 1941 até 4 de julho de 1942, quando os alemães finalmente capturaram a cidade. A partir de 1 de setembro de 1942, a península passou a ser administrada com o nome de Generalbezirk Krim ("Distrito-Geral da Crimeia") und Teilbezirk ("e Subdistrito") Taurien. Apesar das táticas duras dos nazistas e seus aliados, as montanhas da Crimeia continuaram a ser um bastião livre utilizado pela resistência nativa até o dia em que a península foi libertada pelas forças de ocupação dos Aliados, em 1944.

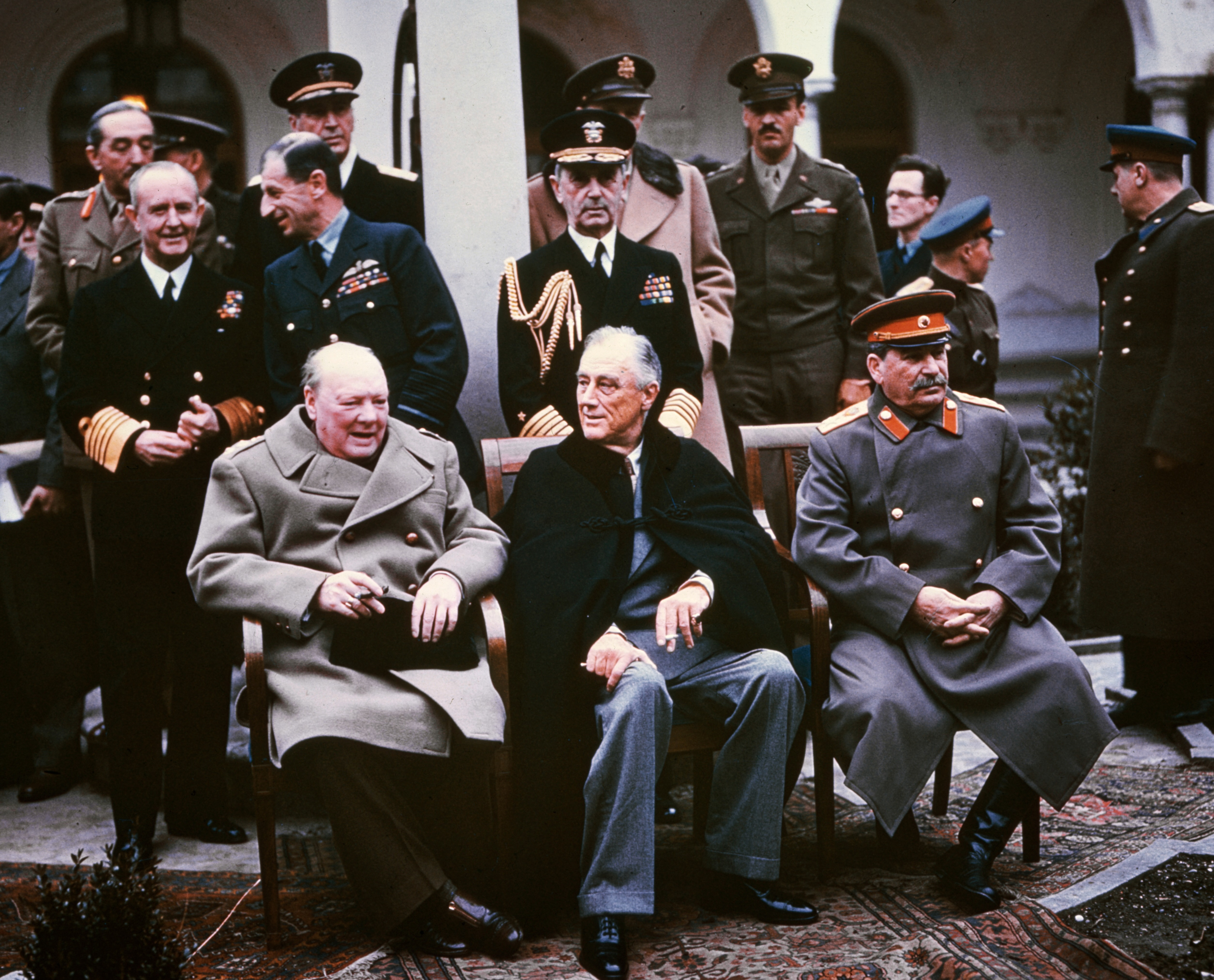
Os "Três Grandes" na Conferência de Ialta, na Crimeia: Winston Churchill, Franklin D. Roosevelt e Josef Stalin

Em 18 de maio de 1944 toda a população de tártaros da Crimeia foi deportada à força (Sürgün, "exílio", em língua tártara da Crimeia) para a Ásia Central, pelo governo soviético de Josef Stalin, como uma forma de punição coletiva, sob a alegação de que eles haviam colaborado com as tropas de ocupação nazistas e formado as Legiões Tártaras que combateram os soviéticos. Estima-se que 46% dos deportados tenha morrido durante o trajeto, devido a fome e doenças. Em 26 de junho do mesmo ano, as populações armênias, búlgaras e gregas também foram deportadas para a Ásia Central. No fim do verão de 1944, a limpeza étnica da região estava completa. Em 1967 os tártaros da Crimeia foram oficialmente "reabilitados", porém continuaram proibidos de retornar legalmente para sua pátria até os últimos dias da União Soviética; em 1989, a deportação foi declarada ilegal. A RSSA da Crimeia foi abolida em 30 de junho de 1945 e transformada no oblast (província) da Crimeia da RSFS da Rússia.
Em 19 de fevereiro de 1954 o Presidium do Soviete Supremo da União Soviética emitiu um decreto que transferiu o Oblast da Crimeia da RSFS da Rússia para a República Socialista Soviética da Ucrânia. A transferência da província para a Ucrânia foi descrita como uma "medida simbólica" que visava comemorar o 300.º aniversário da integração da Ucrânia ao Império Russo. O Secretário-Geral do Partido Comunista da União Soviética, na altura, era Nikita Khrushchev.
Nos anos que se seguiram à guerra, a Crimeia floresceu, tornando-se um dos principais destinos turísticos da região, construindo novas atrações como spas para os visitantes, que vinham de toda a União Soviética e dos países vizinhos. A infraestrutura e a indústria da Crimeia também se desenvolveram nesse período, especialmente em torno dos portos marítimos de Querche e Sebastopol, e na capital do oblast, Simferopol, situada em seu interior.[carece de fontes?]
Após um referendo, realizado em 20 de janeiro de 1991, o oblast da Crimeia passou a ter o status de República Socialista Soviética Autônoma, ato oficializado em 12 de fevereiro daquele mesmo ano pelo Soviete Supremo da República Socialista Soviética da Ucrânia.

### Século XXI
Em março de 2014, após a expulsão do presidente pró-russo Viktor Yanukovich na Revolução Ucraniana de 2014, as forças armadas russas apoiadas por separatistas pró-russos invadiram grandes edifícios do governo ucraniano, bases militares e instalações de telecomunicações da península e forçaram as autoridades locais a realizarem um referendo sobre "reunificação com a Rússia" considerado ilegal pela Resolução 68/262 da Assembleia Geral das Nações Unidas, sendo então a Crimeia considerada um território ucraniano sob ocupação russa. A maior parte da comunidade internacional (exceto Zimbábue, Venezuela, Síria, Nicarágua, Sudão, Bielorrússia, Armênia, Coreia do Norte e Bolívia) não reconhece a anexação e considera a Crimeia um território ucraniano sob ocupação russa. A Federação Russa administra atualmente a península como duas entidades federais: a República da Crimeia e a Cidade Federal de Sevastopol. A Ucrânia continua a afirmar o seu direito sobre a península. Atualmente, estão em efetivo funcionamento duas unidades distintas da Federação Russa na península: a República da Crimeia e a Cidade Federal de Sevastopol, embora a Ucrânia continue a reivindicar o seu direito de exercer soberania sobre a península.

## Geografia

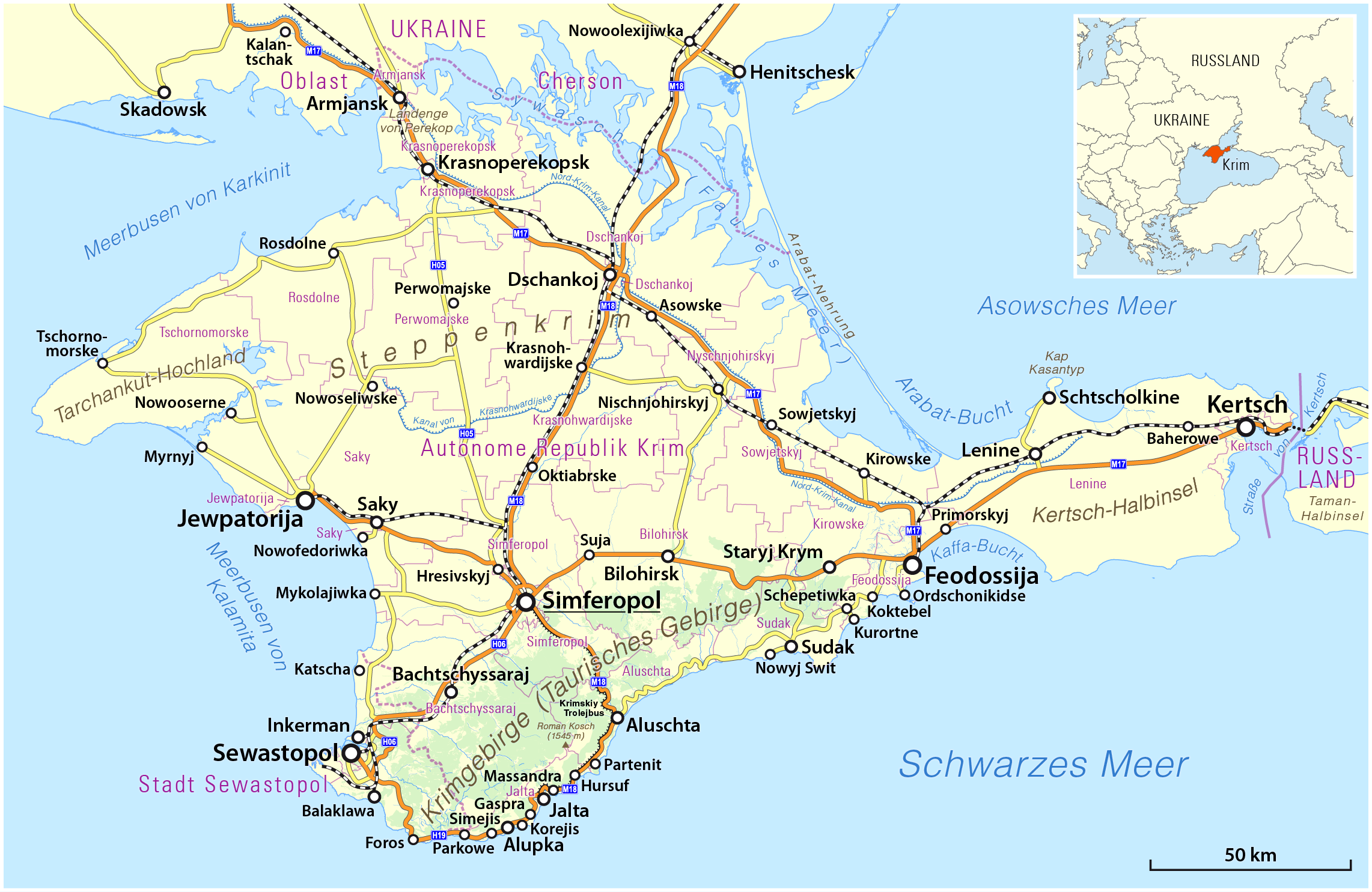
Mapa da península da Crimeia

A Crimeia faz fronteira com a região do Kherson a norte, com ao mar Negro ao sul e ao oeste, e com o mar de Azov ao leste. Tem uma área de 26 000 km², com uma população de 1,9 milhão de habitantes (2005). Sua capital é Simferopol.
Conecta-se ao resto da Ucrânia pelo istmo de Perekop, com uma largura de 5 a 7 km. No extremo oriental encontra-se a península de Querche, que está diretamente em face da península de Taman, em terras russas. Entre as penínsulas de Querche e Taman encontra-se o estreito de Querche, com 4,5 a 15 km de largura, que liga o mar Negro ao mar de Azov.
A costa da Crimeia é repleta de baías e portos. Esses portos encontram-se no lado ocidental do Istmo de Perekop, na baía de Karkinit; no sudoeste, na baía aberta de Kalamita, com os portos de Eupatória, Sebastopol e Balaclava; na baía de Arabat, no lado norte do Istmo de Yenikale ou Querche; e na Baía de Cafa ou Teodósia, com o porto homônimo no lado sul.[carece de fontes?]
A costa sudeste é flanqueada a uma distância de 8 a 12 km do mar por uma cadeia de montanhas também conhecidas como montes da Crimeia, cujo ponto mais alto é designado Roman-Kosh. Essas montanhas são acompanhadas por uma segunda cadeia paralela. Cerca de 75% do resto da superfície da Crimeia consiste de pradarias semiáridas, uma continuação sul das estepes Pontic, que se inclinam levemente para o nordeste a partir dos pés das montanhas. A cadeia principal dessas montanhas ergue-se abruptamente do fundo do mar Negro, alcançando uma altitude de 600 a 750 metros, começando no sudoeste da península, chamado cabo Fiolente (ant. Parthenium). Era esse cabo que, supõe-se, era coroado com o templo de Ártemis, onde Ifigênia teria exercido como sacerdotisa.[carece de fontes?]

## Demografia

### Grupos étnicos
Os tártaros da Crimeia, uma minoria étnica muçulmana, que em 2001 compunha 12,1% da população, foi formada na Crimeia no fim da Idade Média após o surgimento do Canato da Crimeia. Os tártaros da Crimeia foram expulsos à força para a Ásia Central pelo governo de Josef Stalin. Após a queda da União Soviética, muitos tártaros da Crimeia começaram a voltar para a região. De acordo com o censo ucraniano de 2001, 58% da população da república são de etnia russa, e 24% são ucranianos.
- Russos — 58,3%
- Ucranianos — 24,3%
- Tártaros da Crimeia — 13%
- Bielorrussos — 1,5%
- Tártaros — 0,5%
- Armênios — 0,4%
- Judeus — 0,2%
- Outros — 1,8%

### Línguas
As línguas oficiais da Crimeia são o ucraniano, o russo e o tártaro da Crimeia. Outras línguas faladas são o arménio, o polaco e o romeno.[carece de fontes?]

### Principais cidades
- Simferopol
- Sebastopol
- Querche
- Eupatória
- Teodósia
- Ialta
- Djankoy
- Bakhchisaray
- Krasnoperekopsk
- Armyansk
- Alushta